# مايرد ماغينيس
مايرد ماغينيس (بالإنجليزية: Mairead McGuinness)‏ (مواليد 13 يونيو 1959 في مقاطعة لاوث)؛ سياسية أيرلندية تشغل منصب النائب الأول لرئيس البرلمان الأوروبي منذ عام 2017. وهي عضو في البرلمان الأوروبي (MEP) عن أيرلندا منذ يوليو 2004. تنتمي لحزب فاين جايل الذي بدوره جزء من حزب الشعب الأوروبي.